# Побут китайців у мінську епоху
Побут китайців у мінську епоху суворо регламентувався рядом законів та настанов. Китаєць у всіх сферах свого життя повинен був дотримуватись ряду розпоряджень Лі-бу (особливого міністерства звичаїв та церемоній). 

## Житло

### Будинок
Так, було регламентовано розташування житла: напрямок фасаду, висота споруди (не повинна перевищувати будинок сусіда, якщо той вище чином сам або такими були його померлі родичі) і при цьому «соблюдать фынь-шуй». Регламентований також був і декор, наприклад, простолюду він зовсім заборонявся, а чиновники мали свої правила прикрашання будинку в залежності від рангу.
Типовий одно- , рідше двоповерховий  будинок мав форму подовженого прямокутника-павільона «дянь». Це невеличка дерев’яна будівля на кам’яній основі «тай» або дерев’яний палац з відкритими терасами вздовж фасаду – «лоу». Вікна, звернені всередину садибної ділянки, та верхню частину одностулкових або двостулкових дверей зазвичай заклеювали папером.  
Якщо сім’я була великою або багатою, житло являло собою цілий комплекс будівель з кількома сполученими між собою дворами, на деяких подвір’ях були садочки, паркові альтанки (тін), пагоди (та), ставки.  Будинки заможних людей мали три входи, середній з яких призначався для відвідувачів рівного рангу. 

### Внутрішнє убранство
Кожне приміщення мало своє призначення. Традиційно головна кімната розташовувалась напроти вхідних воріт. Будинок поділявся на суспільні та приватні приміщення. У суспільних приміщеннях приймали гостей, пили чай, їли, у приватних були розташовані спальні кімнати та туалети. Тільки багаті люди могли собі дозволити окрім необхідних меблів (ліжка, стола, стільця тощо) мати книжкові шафи, полки, декоративні речі та кан

## Їжа
Їжа китайців відрізнялась за регіонами. Китайці завжди вживали їжу у компанії родичів, друзів або гостей. Їдальні або спеціального місця для прийняття їжі у будинку не було, цим місцем могла бути і вітальня, і спальня, і двір, і сад. Прийняття їжі суворо регламентувалось правилами етикету: усі страви ставили на стіл одночасно, під час прийняття їжі нікому не можна було розмовляти, окрім старшого в родині чоловіка тощо.
Споживання продуктів у різних провінціях було різним: у північних споживають звичну для європейців картоплю і м'ясо верблюдів, у південних - солодку картоплю і конину. Цікаво, що їжу готували не тільки жінки, а й чоловіки, їх вважали навіть кращими кухарями, ніж жінок.

### Головні страви

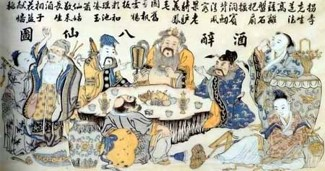
Вживання їжі заможними китайцями

У різних провінціях Китаю овочі та рис були головною їжею. 
Рис готували особливим чином: спочатку його очищували від лушпиння, потім готували на пару, розпарюючи і розм'якшуючи зерна, але не розварюючи їх у звичну для європейця кашу, причому разом з рисом готувалося відразу кілька страв. У казані з водою варилося м'ясо, на якому стояло решето з рисом, над ним ставили друге решето з овочами, третє — з локшиною, а іноді й четверте — з м'ясними галушками (бобо). 
Хліб китайцям замінювали локшина або галушки з рисового борошна, приготовані на пару. Під час приготування їжі у невеликій кількості могли використовувати гречку, кукурудзу, ячмінь (в зернах і борошні).

### Необов'язкові та регіональні страви

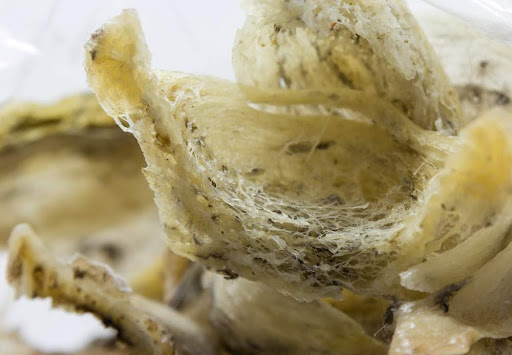
Ластівчині гнізда

М'ясо та риба вважалися "якби приправою до них [риса та овочей]".
Улюблене м'ясо китайців - свинина. Навіть найбідніша сім’я вигодовує хоча б одну свиню («чжу»). Вважалось, що китайці споживають в їжу м'ясо котів і собак (мопсів), яких відгодовують рисом, щоб м'ясо стало м'яким і ніжнім, а також щурів. Але м'ясо цих тварин споживали в їжу тільки найбідніші китайці. Заможні люди віддавали перевагу іншим ласощам. З ласих страв перше місце займають дорогі ластівчині гнізда, які смажили та варили з них супи, а також плавці акул і трепанги (хай-шень). З м'яса птиці перевага віддавалась гусям і качкам. Також китайці їли жаб'ячі лапки, рибу (лососевих і коропів, яких розводили штучно), водяних змій. З комах полюбляли їсти смажених шовковиків і іноді сарану. 

### Напої
Китайські напої були набагато простішими за страви. Китайці споживали мало води, з напоїв віддавали перевагу чаю, який, на відміну від європейців, вживали без цукру і вершків або молока. Кращі чаї виробляли на півдні, особливо в провінції Фуцзянь. Розрізняли зелений, чорний або червоний види чаю та пуер.  Молочні продукти в Китаї загалом не вживали в їжу.
У Китаї алкогольні напої не користувались повсякденним попитом, їх вживали тільки в урочистих випадках. Незважаючи на різноманітність сортів винограду, вино китайці не виробляли. Із спиртних напоїв найпоширенішою була "сакі" - рід рисової горілки; міцніші напої виготовляли з ячменю, проса, сорго.

## Одяг

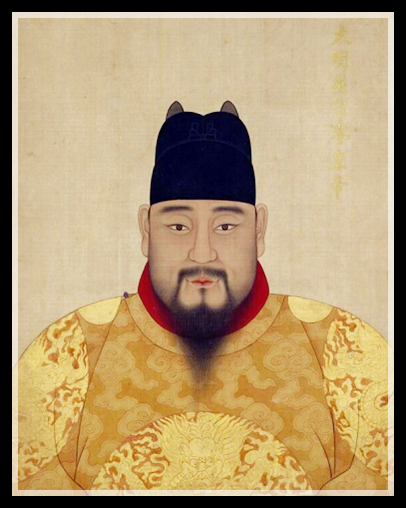
Імператор Чжу Цичжэнь(1427-1464)

Використання національного костюму мінського часу мало місце у подальшому лише у деяких сферах людського життя: у театрі («Пекінська опера») та ритуальних дійствах (весілля і поховання), де він був швидше знаком, символом, визначаючи час, місце та значення події або персонажа.
Тканини, створені у мінську епоху, вражають багатством кольорової гамми та декору, що поєднують традиційні (геометричні, зооморфні та рослинні) візерунки із запозиченими у живописців складними жанровими та пейзажними сценами, іноді - з елементами епіграфічного орнаменту.
У зв'язку з необхідністю відмінності станів були розроблені спеціальні канони з моделювання, декорації й орнаментації костюмів.

### Імператора

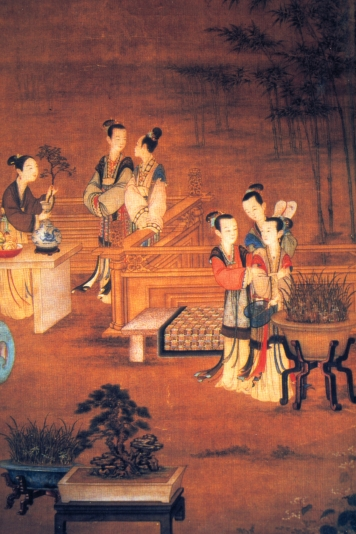
Дружини чиновників

У імператора для кожного випадку (жертвоприношення, вступ на престол, похорон тощо) були спеціальні костюми: церемоніальний одяг маньфу, пімоуфу, військовий наряд, повсякдевний одяг ішаньгуань тощо. Останній найчастіше був виготовлений з візерункового жовтого шовку, прикрашався вишитими драконами, візерунками з хвоста дракона та дванадцятьма емблемами.
Важливою складовою імператорського парадного костюма (мяньфу) був головний убір, який отримав назву мяньгуань.

### Чиновників

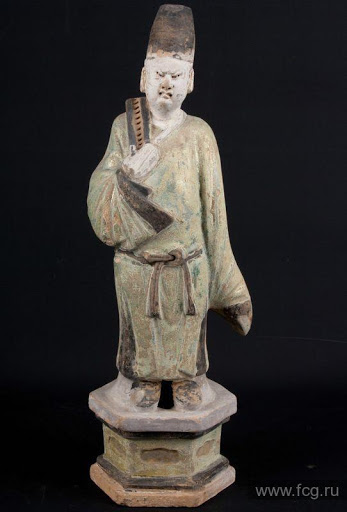
Статуетка чиновника

Чиновники також мали традиційний набір одягу: парадне чаофу - для прийомів при дворі, ритуальне та офіційне вбрання. Їх одяг також прикрашали вишивки, які строго відповідали рангу (наприклад, перший ранг цивільного чину - білий лебідь, а четвертий ранг військового - тигр), та гудзиками, котрі також вказували на ранг (наприклад, гудзик з червоного коралу вказував на другий ранг). Головна пов'язка була запозичена з одягу часів попередніх династій. Взимку імператор міг дарувати міністрам хутряні навушники, які не можна було носити простолюду. Поряд з ними використовувалися також такі зимові речі, як накидка та шарф. Для чиновників  був змодельований головний убір - цзіньсяньгуань, схожий на сучасну шапку. Ранг можна було визначити за кількістю прострочених швів.
Їх дружинам та матерям імператор жалував сукні з широкими рукавами і безрукавки червоного кольору, візерунки і прикраси на яких вказували на ранг їх чоловіка або сина. В епоху Мін була розроблена нова модель жіночого верхнього одягу, зазвичай вона мала три коміра, вузькі рукавами, а для спідниць як вставки використовувалися тканини світлих тонів. Пізніше велику популярність отримали спідниці саме білого кольору, поділ яких прикрашали вишивкою.
У гардеробах багатих і знатних людей зустрічалися багатошарові пишні наряди, до яких входили короткі сорочки, довгі або короткі штани, кофти, жилети, панчохи, черевики, різні шапки, як верхній одяг - халат. Кольорова гамма костюму чиновників виділялася використанням яскраво червоного та темно-пурпурного кольорів.

### Простолюду

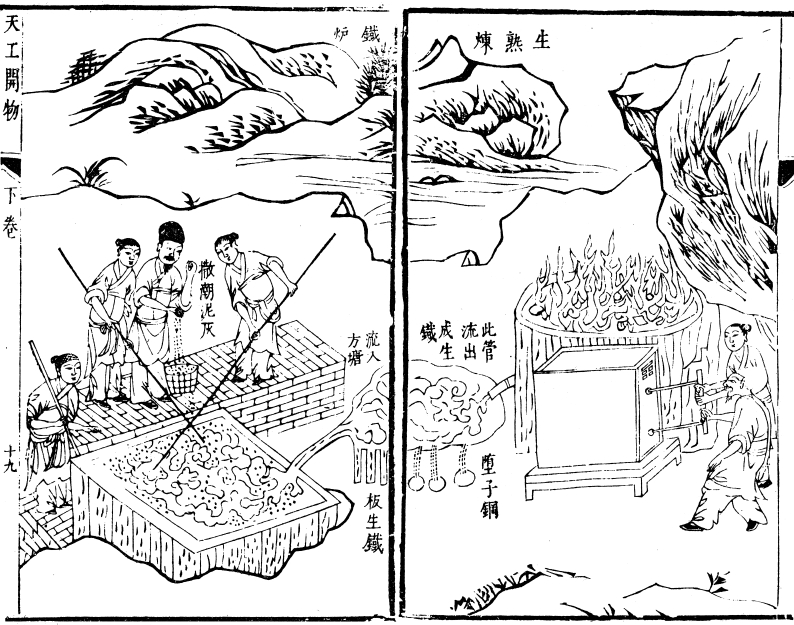
Пудлінгування (зліва) та чоловіки біля доменної печі (праворуч). Ілюстрація з енциклопедії Сун Інсіна

Одяг у цілому мало чим відрізнявся від костюмів попередніх епох. Унікальною прикметою мінської епохи був популярний серед жінок довгий жакет.
Що стосується чоловіків і жінок середнього стану, то вони часто були вдягнені у штани та кофту, іноді носили нижню сорочку, верхній халат або куртку. Куртку та кофту підперезували, так як вони зазвичай не мали застібок. Доповненням до вбрання були сандалі, виготовлений із соломи, закрите взуття, капелюх з полями з тростини або соломи. Одяг цього стану іноді також прикрашався вишивками, які зазвичай мали геометричний або рослинний орнаменту.
Дуже просто було відрізнити нижчі стани населення, так як вони ледь прикривали своє тіло.